# Салмановка (Ульяновская область)
Салмановка — деревня в Ульяновском районе Ульяновской области. Входит в состав Ишеевского городского поселения.

## География
Находится на левом берегу реки Свияга на расстоянии менее 4 километров на север от районного центра поселка Ишеевка.

## История
Деревня основана в 1908 году переселенцами из разных деревень Симбирской губернии. В советское время работал колхозы "Свияга", "Заветы Ильича" (последний был преобразован в совхоз).

## Население
Население составляло 1359 человек в 2002 году (чуваши 30%, русские 48%), 1460 по переписи 2010 года.

## Известные уроженцы
- В 1989 году в Салмановке родился Булат Радикович Хасанов — врио главы Засвияжского района Ульяновска[4].